# Kosari (Kriva Palanka)
Kosari (macedónul: Кошари) település Észak-Macedóniában, a Északkeleti körzetben, Kriva Palanka községben.

## Népesség
| Lakosok száma | 161  | 162  | 130  | 149  | 434  | 631  | 605  | 21   | 59   |
|               | 1948 | 1953 | 1961 | 1971 | 1981 | 1991 | 1994 | 2002 | 2021 |

- 2002-ben 21 lakosa volt, akik mindannyian macedónok.